# Liste des bateaux étrangers inscrits à Brest 2008
Liste, non exhaustive, des bateaux étrangers inscrits à Brest 2008 (Fêtes maritimes de Brest). Ils représentent un peu plus du quart (27/100) des 2 000 bateaux présents dans la rade de Brest du 11 au 17 juillet.

## Allemagne
| - Carmelan : ketch - 26 m - (1927) - Dagmar Aaen : cotre - 24 m - (1931) - Die Zwillinge von Kappeln : cotre (réplique de Dansk yacht) - 22 m - (1995) - Freedom : goélette - 32 m - (1956) - Hansine (FN 121) : ketch aurique - 26,50 m - (1898) - Hug Maru : sloop marconi - 11 m - (1966) - Leaena : sloop marconi - 11 m - (1961) - Leonie : sloop aurique - 7 m - (1980) - Petrine : ketch à cornes - 33 m - (1909) - Pippilotta : goélette à trois mâts - 43 m - (1933) - Präsident Freiherr von Maltzahn : ketch - 30 m - (1928) - Regina Maris : goélette à trois mats - 43 m - (1970) - Roal Amundsen : brick-goélette - 50 m - (1952) | - Robinson Wasser et Robinson Werft : canot à misaine - 5 m - (2008) - Sigandor : ketch - 35 m - (1909) - Seute Deern : sloop aurique - 5,40 m - (1998) - Siindbad : sloop marconi - 15 m - (1948) - Solglimt : cotre aurique - 15 m - (1978) - Solvang : galéasse - 32 m - (1939) - S/Y Altair : sloop marconi - 10 m - (1968) - Undine : goélette - 37 m - (1931) - Vegesack (BV 2) : ketch-harenguier - 35 m - (1895) - Victor Jara : goélette - 23 m - (1917) - Willem : brick - 29 m - (1968) - Woge : dériveur (sloop marconi) - 6,10 m - (1922) - Wytske Eelkje : brick - 29 m - (1968) |

## Australie
- Birrarung : bateau à moteur - 15 m - (2007)
- Maluka of Kermandie : cotre aurique - 11 m - (1932)
- Whisper : yacht classique - 11 m - (1992)

## Belgique
- Chrisando : cotre bermudien - 13 m - (1937)
- Feng-Zheng [8]: jonque de plaisance - 14,50 m - (1999)
- Guibline : cotre houari - 12 m - (1996)
- Kanayou : cotre marconi - 9,90 m - (1951)
- Kriter V : monocoque - 21 m - (1978)
- Nele : dundee - 28 m - (2005)
- New Belgica [9] :(Bateau en construction) goélette - 13 m - (2008)
- Oze : ketch marconi - 13,20 m - (1962)
- Pha [10]: catamaran (voilure de jonque) - 9,15 m - (2002)
- Traité de Rome : sloop marconi - 15,60 m - (1974)
- Wanda of TW [11] : lougre - 26 m - (1987)

## Brésil
- Cisne Branco : trois-mâts carré - 76 m - (1999)

## Croatie
- Comeza-Lisboa (33KR)[12] : chaloupe à voile et aviron - 9 m - (1997)
- Fiamita (RV1004) : batana (à voile latine) - 4,2 m
- Kurnatarica (MU1) [13]: gajeta (voile latine) - 6,5 m - (2007)
- Slobodna Dalmacija : bateau de pêche dalmate (réplique) - 10 m - ( ? )

## Danemark
- Caroline S : Cargo-musée - 34 m - (1959)
- Carl : bateau de pêche - 7 m - (1907)
- Lady Betty : cotre aurique - 8,4 m - (1906)
- Lindheim Sunds : drakkar (réplique) - 18 m - (1971)
- Pyret : yawl marconi - 9,50 m - (1952)
- Troldanden : cotre aurique - 8 m - (2005)

## Espagne
- Cala Millor : goélette - 42 m - (1948)
- Far Barcelona : goélette franche - 30 m - (1874)
- Hidria Segundo : bateau à vapeur - 30 m - (1966)
- Nieves : goélette - 42 m - (1918)
- Os Galos : canot à misaine - 7 m - ( ? )
- Saltillo [14] : ketch (voilier-école) - 26 m - (1932)
- Sant Elm : sloop (voile latine) - 14 m - (1911)
- Tina Husted : ketch (ancien bateau de pêch) - (1947)
- Tho Pa Ga : goélette franche - 42 m - (1924)

## Finlande
- Ellen : sloop marconi - 8,30 m - (1989)
- Linden : goélette à trois mâts - 49 m - (1992)
- Joanna Saturna : goélette - 34 m - (1903)

## Irlande
- Achill : Yawl - 8,50 m - (2006)
- Arran Island Currash : lougre - 7 m - (1997)
- Bracan Lass : ketch - 22 m - (1921)
- Celtic Mist [15] : ketch - 17 m - (1973)
- Naomh Chronain : Yawl aurique - 17 m - (1997)
- Peel Castle [16] : lougre - 20 m - (1929)
- Ros Ailither : cotre à tapecul - 19 m - (1954)
- Tir na n'Og of Howth [17] : cotre aurique - 12,50 m - (1992)
- Tyboat : yawl houari - 7,80 m - (1996)

## Japon
- Takeru : bateau de pêche - 13 m - (1957)

## Madagascar
- Le Sourire [18] : Botry de Madagascar - 18 m - (2005)
- Rasizy, Prezy, Sefo, Romose, Ranona, Zakany : - pirogues à balanciers - 8 m

## Norvège
| - KNM Alta : ancien Dragueur de mines - 44 m - (1953) - Anna-Kristina (ex-Dyrafjeld) : ketch - 34 m - (1889) - Anna Rodge : goélette - 34 m - (1868) - Birgitte : bateau de pêche - 16 m - (1916) - RS 38 Biskop Hvoslef : voilier de sauvetage - 18 m - (1932) - Bolga : bateau de pêche - 16,30 m - (1952) - RS 10 Christiania : ketch - 14 m - (1896) - Christian Radich : trois-mâts carré - 73 m - (1937) - Faxsen : bateau de pêche - 22 m - (1916) - M/K Folkvang : ketch - 23 m - (1911) - Froyskjaer : bateau de pêche - 15 m - (1949) | - Gaïa : drakkar (réplique) - 24 m -(1990) - MS Sjøkurs : navire côtier - 17,5 m -(1956) - Nålsund : bateau de pêche - 17,5 m - (1963) - Nordlændingen : fembøring - 15 m - (1997) - Sandnes : steamer côtier - 72,5 m - (1950) - Signe 1 : bateau de pêche - 17,5 m - (1908) - Sorlandet : trois-mâts carré - 66 m - (1927) - Straumingen : chalutier - 20 m - (1955) - Straumnes : bateau de pêche - 17 m - (1908) - M/Y Viljami : vedette à moteur - 8,50 m - (1985) |

## Pays-Bas
| - Abel Tasman : goélette - 40 m - (1913) - Aphrodite : goélette - 32 m - (1991) - Astrid : brick - 42 m - (1918) - Catherina : goélette - 39 m - (1920) - Flying Dutchman : goélette-franche - 39 m - (1903) - Gallant : goélette - 37 m - (1916) - Hendrika Bartelds : trois-mâts goélette - 49 m - (1917) - Iris : ketch - 36 m - (1916) - Jacob Meindert : goélette - 36 m - (1952) - Jantje : brick-goélette - 28 m - (1930) - Lotos : ketch - 36 m - (1910) | - Minerva : goélette à trois mâts - 50,50 m - (1935) - Morgenster : brick - 48 m - (1919) - Pedro Doncker : trois-mâts goélette - 42 m - (1974) - Sir Robert Baden Powell (voilier) : goélette - 42 m - (1957) - Swaensborgh : goélette à trois mâts - 47 m - (1907) - Thalassa : trois-mâts goélette -50 m - (1980) - Tecla : ketch - 28 m - (1915) - Twister : goélette - 35 m - (1902) - Vertrouwen : tjalk - 25 m - (1905) - Zephyr : goélette - 36 m - (1931) - Zuiderzee : goélette - 31 m - (1909) |

## Roumanie
- Mircea : trois-mâts barque - 83 m - (1938)

## Royaume-Uni
| - Agnes of Scilly : pilot-cutter (réplique) - 20 m - (2003) - Alice of Rochester : cotre - 24 m - (1965) - Aline : sloop aurique - 18 m - (1909) - Annabel J : cotre - 20 m - (1995) - Astrid : brick - 42 m - (1924) - Black Velvet : plaisance - 7,80 m - (1958) - Brilleau : cotre - 11,50 m - (1988) - Cleone : yawl aurique - 15 m - (1860) - Clio Marie : yawl - 19 m - (1985) - Constance Thomas : cotre - 10 m - (1989) - Coresande : cotre bermudien - 13 m - (1946) - Cukoo :crabber de cornouailles - 5 m - (1870) - Douglas Currie : lifeboat - 17 m - (1973) - Duke of Cornwall : lifeboat - 16 m - (1960) - Earl of Pembroke : trois-mâts carré - 48 m - (1945) - Elise : goélette aurique (plan William Fife) - 22 m - (1912) - Eve of St Mawes : pilot-cutter - 15 m - (1997) - Fiara : yawl marconi - 14 m - (1911) - Franck Spiller Locke : lifeboat - 16 m - (1957) - Freya of Cowes : sloop marconi - 16 m - (1996) - Happy Return : lougre de Penzance - 15 m - (1904) | - Hardiesse : ketch - 19 m - (1971) - Heïdi of Bembridge : vedette - 13 m - (1970) - Hesper : cotre-pilote (réplique) - 15 m - (2004) - Ibis (FY 519) : lougre de Cornouailles - 24 m - (1930) - Kaskelot : goélette - 47 m - (1948) - Kathleen & May : goélette à trois-mâts - 39 m - (1900) - Lilian : steamer - 30 m - (1916) - Lizzie May : cotre-pilote (réplique) - 12 m - (2001) - Lola of Skagen : cotre - 24 m - (1919) - Maryann 2 : yacht - 20 m - (1938) - Matthew : caravelle (réplique) - 24 m - (1995) - Maid of Shannon : ketch - 10 m - (1968) - Malamok: ancien bateau de pêche - 15 m - (1964) - Marian : pilot cutter - 19,50 m - (1889) - Melmore : ketch aurique - 18,50 m - (1928) - Molly: sloop houari - 9 m - (2002) - Morvargh: cornish lugger (réplique) - 5 m - (2004) - Nefertiti of Saint Helier : ketch - 20 m - (1984) - Ninita : goélette - 24 m - (2004) - Oniros : lifeboat - 14 m - (1938) - Our Boys (FY221) : lougre de cornouailles - 22 m - (1904) | - Phoenix : brick-goélette - 37 m - (1929) - Pinta's Pilot : cotre marconi - 13 m - (1990) - Prospect of Wight : cotre (réplique) - 15 m - (1980) - Providence : sloop marconi - 9 m - (2000) - Provident of Brixham : ketch - 29 m - (1924) - Reliance : lougre - 22 m - (1903) - Ripple (SS.19) : lougre de Cornouailles - 13 m - (1884) - RV Loyal Helper : navire de recherche - 24 m - (1978) - Sharifa : ketch - 14,50 m - (1979) - Sesame : yawl de Salcombe - 12 m - (1906) - Speedwell : ketch - 20 m - (1903) - Stereden va Bro : ancien thonier de Camaret - 19 m - (1954) - Valiant (P189) : cotre - 10 m - (1937) - Velsia : yacht Coli Archer - 14 m - (1890) - Victorious : cotre - 17,40 m - (1902) - Vigilance of Brixham (BM76) : ketch - 34 m - (1928) - Vilona May : cotre-pilote - 12 m - (1898) - Vivona : sloop marconi - 11,30 m - (1974) - Winfreya : cotre - 12 m - (1980) - Will : barge de la Tamise - Whim : sloop aurique - 6,5 m - (1905) |

## Russie
- Boyan : sloop marconi - 13,50 m - (1974)
- Katia : lougre - 6 m - (1997)
- Krusenstern : quatre-mâts barque - 40 m - (1926)
- San Peter : ketch - 21 m - (2002)
- Sedov : quatre-mâts barque - 117,5 m - (1921)
- Shtandart : réplique de frégate - 34 m - (1999)

## Suède
- Baltic Beauty : goélette - 40 m - (1926)
- Björnsund : ferry - (1979)
- Carmen af Karlstad : ketch - 30 m - (1945)
- Christine af Bro : cotre aurique -30 m - (2002)
- Constantia (ex Baltic Trader) [35] : goélette(voilier-école) - 33 m - (1908)
- Deodar (ex Brixham Trawler) : ketch - 31 m - (1911)
- Lina : cotre-pilote - 15 m - (1956)

## Suisse
- Charlotte : cotre - 9 m - (2001)
- Grizzly Bear : cotre - 11 m - (2005)
- Helena : ketch - 18 m - (1913)
- Insoumise : plaisance - 8,70 m - (1943)
- Le Heron : canot (voile latine) - 5 m - (1949)
- Phoebus (voilier) : cotre houari - 13 m - (1903)

## Viêt Nam
- Hoa Phuong : jonque (Baie d'Along) - 12 m - (2008)
- 3 bateaux-dragons : yole à 12 rameurs